# Communauté de communes des 4B Sud-Charente
Pour l’article homonyme, voir Communauté de communes du Sud-Charente.
La Communauté de communes des 4B Sud-Charente est une communauté de communes française, située dans le département de la Charente et le Pays Sud Charente.

## Historique

### La1reCC: La CC des 3B - Sud-Charente (1996-2012)[2]
Créée le 29 décembre 1995, la CC des 3B - Sud-Charente  (Barbezieux, Baignes, Brossac) regroupe 37 communes en 2011.

### La2eCC: La CC des 4B - Sud-Charente (2012-)[3]
La Communauté de communes des 3B - Sud-Charente fusionne le 1er janvier 2012 avec la communauté de communes du Blanzacais (qui devient le 4e B) et regroupe à l'origine 50 communes.
- En 2013, le nombre de communes se reduit à 48.

La commune de Chadurie rejoint la communauté de communes d'Horte et Lavalette.
La commune de Voulgézac rejoint la communauté de communes de Charente-Boëme-Charraud.
- En 2014, le nombre de communes se reduit à 46.

Les communes de Châtignac et Saint-Laurent-des-Combes rejoignent la communauté de communes Tude et Dronne.
- À la suite de la création de plusieurs communes nouvelles, le nombre de communes se réduit à 41 en 2017.

Montmérac réunit les communes déléguées de Lamérac et de Montchaude le 1er janvier 2016.
Val des Vignes réunit les communes déléguées de d'Aubeville, de Jurignac, de Mainfonds et de Péreuil le 1er janvier 2016.
Coteaux-du-Blanzacais réunit les communes déléguées de Blanzac-Porcheresse et de Cressac-Saint-Genis le 1er janvier 2017.

## Géographie

### Géographie physique
Située au sud du département de la Charente, la communauté de communes des 4B Sud-Charente regroupe 40 communes et présente une superficie de 628,8 km2.

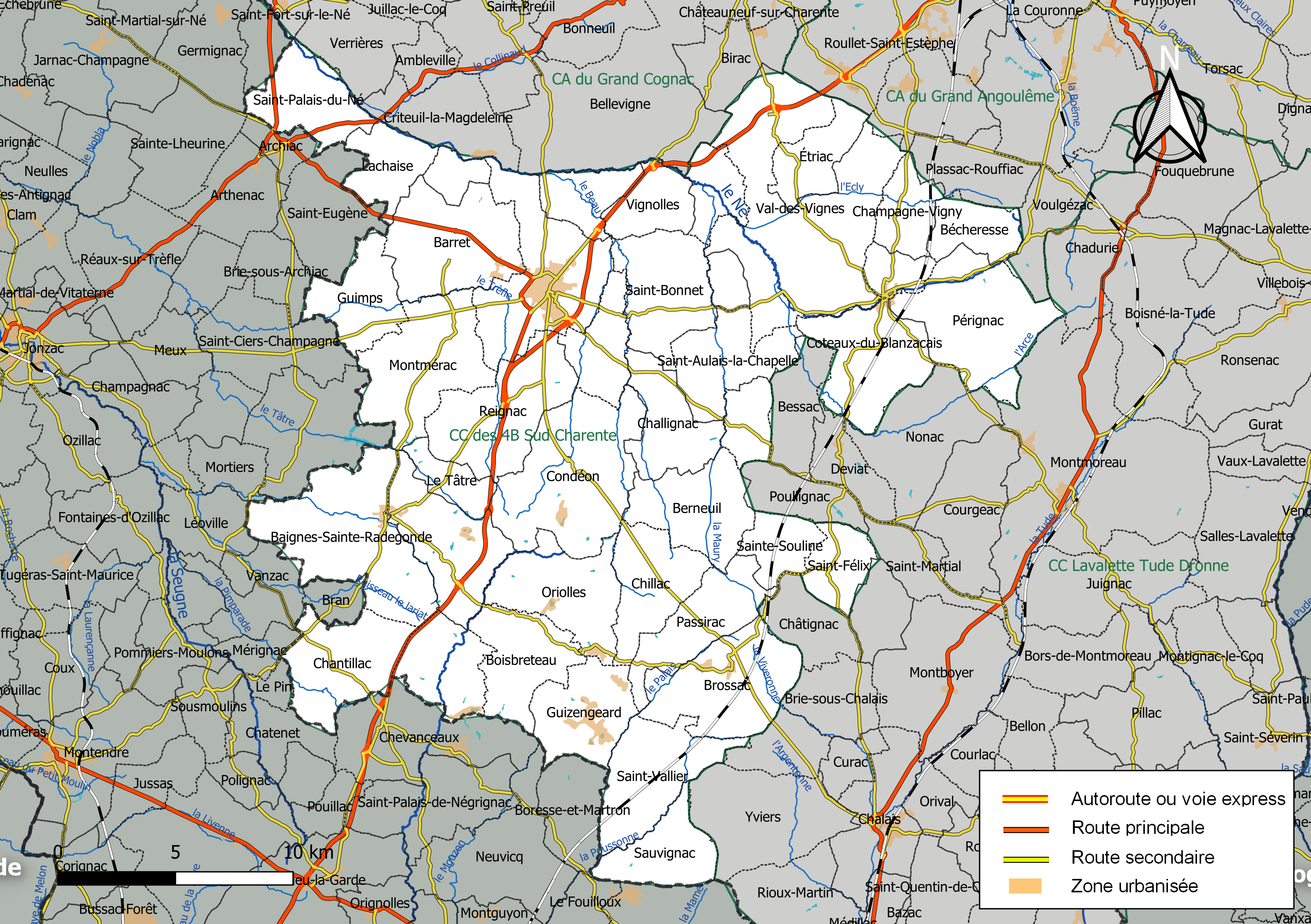
Carte de la communauté de communes des 4B Sud-Charente au 1er janvier 2019.

### Composition

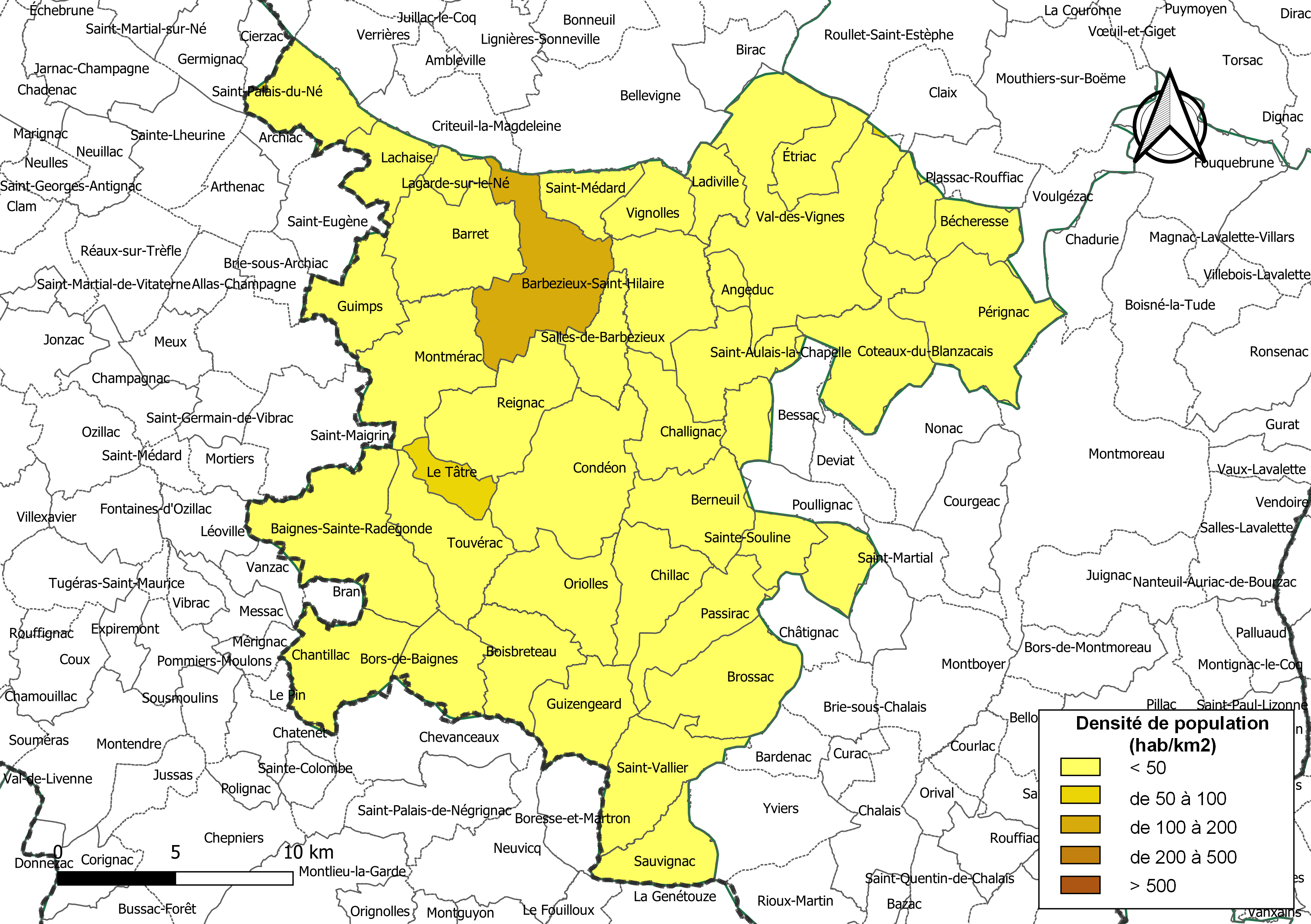
Carte des densités de population (millésimée 2016) des communes de la communauté de communes des 4B Sud-Charente. Composition en communes au 1er janvier 2019.

La communauté de communes est composée des 40 communes suivantes :

| Nom                           | Code Insee | Gentilé          | Superficie (km2) | Population (dernière pop. légale) | Densité (hab./km2) |
| ----------------------------- | ---------- | ---------------- | ---------------- | --------------------------------- | ------------------ |
| Touvérac (siège)              | 16384      | Touvéracois      | 18,19            | 572 (2022)                        | 31                 |
| Angeduc                       | 16014      |                  | 3,59             | 143 (2022)                        | 40                 |
| Baignes-Sainte-Radegonde      | 16025      | Baignois         | 31,22            | 1 241 (2022)                      | 40                 |
| Barbezieux-Saint-Hilaire      | 16028      | Barbeziliens     | 26,55            | 4 738 (2022)                      | 178                |
| Barret                        | 16030      | Barretois        | 22,37            | 1 092 (2022)                      | 49                 |
| Bécheresse                    | 16036      | Bécheressiens    | 8,38             | 292 (2022)                        | 35                 |
| Berneuil                      | 16040      | Berneuillais     | 16,55            | 321 (2022)                        | 19                 |
| Boisbreteau                   | 16048      | Boisbreteausiens | 15,16            | 128 (2022)                        | 8,4                |
| Bors (canton de Charente-Sud) | 16053      |                  | 12,28            | 118 (2022)                        | 9,6                |
| Brie-sous-Barbezieux          | 16062      |                  | 6,5              | 111 (2022)                        | 17                 |
| Brossac                       | 16066      | Brossacais       | 21,84            | 453 (2022)                        | 21                 |
| Challignac                    | 16074      |                  | 13,21            | 340 (2022)                        | 26                 |
| Champagne-Vigny               | 16075      |                  | 8,31             | 235 (2022)                        | 28                 |
| Chantillac                    | 16079      | Chantillacais    | 18,05            | 372 (2022)                        | 21                 |
| Chillac                       | 16099      | Chillacais       | 14,61            | 225 (2022)                        | 15                 |
| Condéon                       | 16105      | Condéonais       | 31,4             | 609 (2022)                        | 19                 |
| Coteaux-du-Blanzacais         | 16046      |                  | 23,83            | 1 000 (2022)                      | 42                 |
| Étriac                        | 16133      | Étriacais        | 9,47             | 200 (2022)                        | 21                 |
| Guimps                        | 16160      |                  | 12,6             | 495 (2022)                        | 39                 |
| Guizengeard                   | 16161      | Guizengeardais   | 14,76            | 165 (2022)                        | 11                 |
| Lachaise                      | 16176      |                  | 9,43             | 306 (2022)                        | 32                 |
| Ladiville                     | 16177      | Ladivillois      | 7,19             | 129 (2022)                        | 18                 |
| Lagarde-sur-le-Né             | 16178      | Lagardais        | 4,12             | 187 (2022)                        | 45                 |
| Montmérac                     | 16224      |                  | 23,39            | 725 (2022)                        | 31                 |
| Oriolles                      | 16251      | Oriollais        | 18,3             | 245 (2022)                        | 13                 |
| Passirac                      | 16256      | Passiracais      | 14,67            | 251 (2022)                        | 17                 |
| Pérignac                      | 16258      | Pérignacais      | 25,52            | 496 (2022)                        | 19                 |
| Reignac                       | 16276      | Reignacais       | 22,14            | 715 (2022)                        | 32                 |
| Saint-Aulais-la-Chapelle      | 16301      |                  | 14,84            | 218 (2022)                        | 15                 |
| Saint-Bonnet                  | 16303      |                  | 17,77            | 407 (2022)                        | 23                 |
| Saint-Félix                   | 16315      |                  | 8,08             | 102 (2022)                        | 13                 |
| Saint-Médard                  | 16338      | Saint-Médardais  | 8,24             | 306 (2022)                        | 37                 |
| Saint-Palais-du-Né            | 16342      | Saint-Palaisiens | 13,6             | 305 (2022)                        | 22                 |
| Saint-Vallier                 | 16357      | Valloiriens      | 18,21            | 138 (2022)                        | 7,6                |
| Sainte-Souline                | 16354      |                  | 7,32             | 116 (2022)                        | 16                 |
| Salles-de-Barbezieux          | 16360      |                  | 9,85             | 400 (2022)                        | 41                 |
| Sauvignac                     | 16365      | Sauvignacais     | 11,62            | 98 (2022)                         | 8,4                |
| Le Tâtre                      | 16380      | Tatriens         | 6,13             | 427 (2022)                        | 70                 |
| Val des Vignes                | 16175      |                  | 50,66            | 1 358 (2022)                      | 27                 |
| Vignolles                     | 16405      | Vignollais       | 8,8              | 161 (2022)                        | 18                 |

## Administration

### Siège
1 Route de l'Ancienne Gare, 16360 Touvérac.

### Liste des présidents
La 1re CC - La CC des 3B - Sud-Charente (1996-2012) (Siren 241600501)
| Période                                  | Période       | Identité       | Étiquette | Qualité                           |
| ---------------------------------------- | ------------- | -------------- | --------- | --------------------------------- |
| Les données manquantes sont à compléter. |               |                |           |                                   |
| avril 2008                               | décembre 2011 | Jacques Chabot |           | 1er adjoint au maire de Ladiville |

2e CC - La CC des 4B - Sud-Charente (2012-) (Siren 200029734)
| Période      | Période  | Identité       | Étiquette | Qualité                           |
| ------------ | -------- | -------------- | --------- | --------------------------------- |
| janvier 2012 | En cours | Jacques Chabot | UDI       | 1er adjoint au maire de Ladiville |

### Régime fiscal et budget
Taxe Professionnelle Unique.

## Démographie
| 1968   | 1975   | 1982   | 1990   | 1999   | 2009   | 2014   | 2020   |
| ------ | ------ | ------ | ------ | ------ | ------ | ------ | ------ |
| 21 591 | 20 599 | 20 006 | 19 346 | 18 988 | 19 684 | 20 065 | 19 926 |

## Compétences
- Assainissement non collectif
- Collecte des déchets des ménages et déchets assimilés
- Traitement des déchets des ménages et déchets assimilés
- Activités sanitaires
- Activités sociales
- CIAS
- Création, aménagement, entretien et gestion de zone d'activités industrielle, commerciale, tertiaire, artisanale ou touristique
- Action de développement économique (Soutien des activités industrielles, commerciales ou de l'emploi, Soutien des activités agricoles et forestières...)
- Construction ou aménagement, entretien, gestion d'équipements ou d'établissements culturels, socioculturels, socio-éducatifs
- Construction ou aménagement, entretien, gestion d'équipements ou d'établissements sportifs
- Schéma de cohérence territoriale (SCOT)
- Création et réalisation de zone d'aménagement concertée (ZAC)
- Prise en considération d'un programme d'aménagement d'ensemble et détermination des secteurs d'aménagement au sens du code de l'urbanisme
- Création, aménagement, entretien de la voirie
- Tourisme
- Politique du logement social
- Action en faveur du logement des personnes défavorisées par des opérations d'intérêt communautaire